# St. Ägidius (Wörth am Rhein)
Die römisch-katholische Kirche St. Ägidius in Wörth am Rhein steht an der Ludwigstraße im Kreis Germersheim (Rheinland-Pfalz). Sie gehört zur Wörther Pfarrei Heiliger Christophorus im Bistum Speyer und trägt das Patrozinium des heiligen Ägidius. Das Kirchengebäude steht unter Denkmalschutz.

## Beschreibung

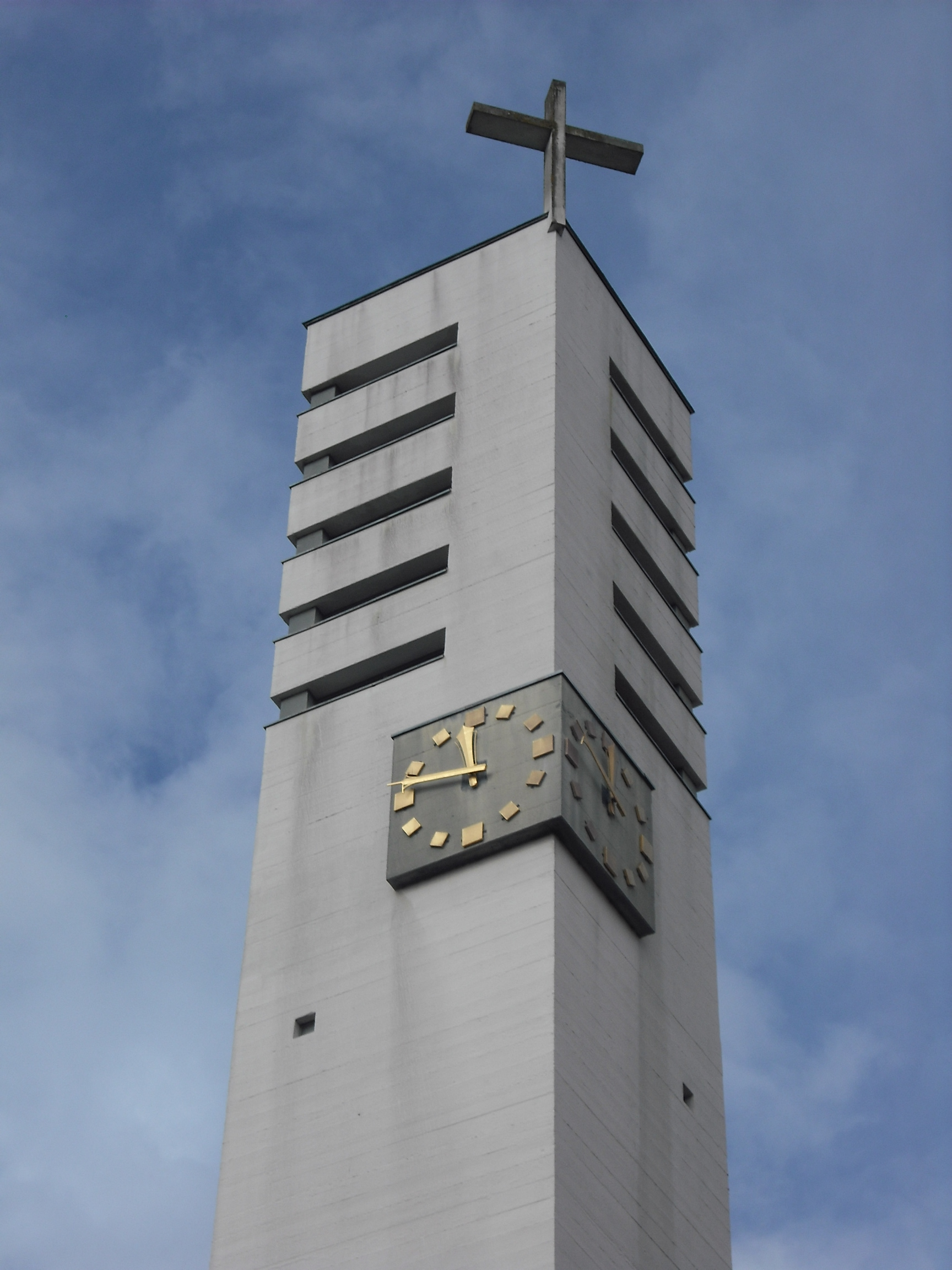
Freistehender Kirchturm

Bei dem Kirchengebäude handelt es sich um einen im Jahr 1961 errichteten Saalbau auf abgerundet-hufeisenförmigem Grundriss im Stil der Moderne. Die Pläne wurden von dem Würzburger Architekten Erwin van Aaken erstellt. Das Äußere der Kirche ist von Betonglasfenstern geprägt.
In dem freistehenden Kirchturm befinden sich fünf Glocken mit den Schlagtönen e, fis, gis, h und cis. Die zwei erstgenannten wurden 1961 von dem Bochumer Verein gegossen, die übrigen drei stammen von derselben Gießerei aus dem Jahr 1921.

## Geschichte
Die direkte Vorgängerkirche trug wie die heutige Kirche das Patrozinium des heiligen Ägidius und wurde 1837 geweiht. Die Notwendigkeit für einen Neubau entstand infolge der starken Beschädigung des Vorgängerbaus im Zweiten Weltkrieg.
Im Jahr 2025 löste sich der 1844 gegründete Kirchenchor als ältester Gesangsverein in Wörth auf.

## Orgel
Johann Ferdinand Balthasar Stieffell und Johann Ignaz Seuffert bauten 1776 eine erste Orgel für eine St.-Ägidius-Vorgängerkirche. Sie verfügte über 10 Register und wurde 1794 im Zuge des Ersten Koalitionskrieges stark beschädigt. Johann Michael Stiehr (Seltz) ersetzte 1809 das beschädigte Werk im vorhandenen Gehäuse. Die Firma A. Poppe & Sohn (Offenbach an der Queich) baute im Jahr 1926 ein neues Instrument mit pneumatischen Trakturen und 10 Registern in das historische Stieffell-Seuffert-Gehäuse ein. Im Zweiten Weltkrieg wurde es wie die gesamte Kirche stark beschädigt und musste 1952 von Paul Ott durch einen vollständigen Neubau ersetzt werden.
Die heutige Orgel wurde 1965 von Hugo Wehr (Haßloch) mit mechanischer Spiel- und elektrischer Registertraktur gebaut. Sie verfügt über 20 Register auf zwei Manualen und Pedal. Der Spieltisch befindet sich freistehend rechts neben der Orgel.  Alle Windladen sind als Schleifladen ausgeführt. Die Disposition lautet:
| I Hauptwerk C–g3 |              |       |
| 1.               | Principal    | 8′    |
| 2.               | Holzgedackt  | 8′    |
| 3.               | Oktav        | 4′    |
| 4.               | Nasard       | 2 ⁄3′ |
| 5.               | Oktav        | 2′    |
| 6.               | Mixtur IV–VI | 1 ⁄3′ |
| 7.               | Trompete     | 8′    |

| II Schwellwerk C–g3 |                         |     |
| 08.                 | Metallgedackt           | 08′ |
| 09.                 | Salizional              | 08′ |
| 10.                 | Prinzipal               | 04′ |
| 11.                 | Holzflöte               | 04′ |
| 12.                 | Schweizerpfeife         | 02′ |
| 13.                 | Septimsesquialter I–III |     |
| 14.                 | Scharff IV              | 01′ |
| 15.                 | Dulcian                 | 16′ |
|                     | Tremulant               |     |

| Pedal C–f1 |                 |     |
| 16.        | Subbass         | 16′ |
| 17.        | Oktavbass       | 08′ |
| 18.        | Rohrflöte       | 04′ |
| 19.        | Pedalcornett IV |     |
| 20.        | Fagott          | 16′ |

- Koppeln: II/I, I/P, II/P

- Spielhilfen: zwei freie Kombinationen, Tutti, Zungen ab[1]